# Tvořivá společnost

Logo Tvořivé společnosti

Tvořivá společnost je mezinárodní hnutí, nejpopulárnější ve východní a střední Evropě založené v roce 2022.[zdroj⁠?!] Jedná se o součást (či nástupce) nového náboženského hnutí AllatRa.
Tvořivá společnost se prezentuje jako projekt založený na vědecké bázi, jehož cílem je sjednotit lidstvo. Jsou však známí šířením pseudovědeckých dezinformací a konspiračních teorií o mimozemšťanech a tajných mocných elitách, které obětují děti. 
Ideologií hnutí je katastrofický milenialismus.
Existují podezření z napojení hnutí, resp. AllatRa, na proruské síly; stoupenci hnutí údajně věří v mesiášskou postavu jménem Nomo, jenž se svým popisem výrazně podobá ruskému prezidentovi Vladimiru Putinovi. V další mediální diskusi bylo více odkazováno hnutí AllatRa, občas připomenuta souvislost s Tvořivou společností. Náboženský infoservis například informoval o zájmu samotného hnutí na svém mediálním obraze a zviditelnění.
Zajímavé je dále sledovat vývoj v souvislosti s válkou na Ukrajině. Tamější média se shodují, že ze strany Služby bezpečnosti Ukrajiny (SBU) došlo na přelomu října a listopadu napříč celou zemí k  četným raziím domů a center vlastněných členy tohoto společenství. Média se domnívají, že ukrajinské tajné složky podezírají AllatRu z šíření proruských narativů a obecně z napomáhání Ruské federaci v její agresivní válečné politice. 

Paradoxní na této situaci je, že je podezírána státními úřady na Ukrajině i v Rusku z přístupu, který má za následek podporu válečného protivníka. V samotném Rusku bylo hnutí již zakázáno Generální prokuraturou.
Ve veřejném působení se objevují i prvky antisemitismu.

## V Česku
V České republice podle religionistických periodik působí v Praze, Liberci a Opavě.
Příslušný spolek byl založen v září 2022.